# Дункан, Айседора
Айседо́ра Дунка́н (англ. Isadora Duncan [ˌɪzəˈdɔrə ˈdʌŋkən]; 26 мая 1877 или 27 мая 1878, Сан-Франциско, Калифорния — 14 сентября 1927, Ницца, Третья французская республика) — американская танцовщица-новаторша, основоположница свободного танца. Разработала танцевальную систему и пластику, которую связывала с древнегреческим танцем.
Жена Сергея Есенина в 1922—1924 годах.
В её честь назван кратер Дункан на Венере.

## Биография

### Ранние годы
Айседора Дункан родилась 27 мая 1877 года в Сан-Франциско в семье ирландца Джозефа Чарльза Дункана (1819—1898) — банкира, горного инженера, знатока искусств — и Марии Айседоры Грей (1849—1922). Была младшим ребёнком в семье. Два старших брата — Раймонд и Августин (Огюстен), а также её сестра Элизабет — тоже занимались танцами. Вскоре после рождения Айседоры Дункан её отец обанкротился в результате банковских махинаций. Родители развелись, и семья впала в крайне бедное состояние. Её матери пришлось переехать с четырьмя детьми в соседний Окленд, где она подрабатывала швеёй и давала частные уроки игры на фортепиано. Айседора вместе со своими старшими братьями и сестрой помогала матери добывать средства на жизнь тем, что обучали местных детей танцам.
Айседору отдали в школу в 5 лет, скрыв её возраст. В 10 лет она бросила школу, которую считала бесполезной, и серьёзно занялась музыкой и танцами, продолжив самообразование. До 1902 года выступала вместе с Лои Фуллер, которая повлияла на формирование исполнительского стиля Дункан.

### Карьера
В 18 лет Дункан переехала в Чикаго, где стала выступать с танцевальными номерами в ночных клубах. Танцовщицу преподносили как экзотическую диковинку: она танцевала босиком в греческом хитоне, чем и шокировала публику. С 1899 года выступала в Лондоне. В 1901 году вступила в группу Л. Фуллер в Париже. В апреле 1902 года после выступления Дункан в Будапеште к ней пришёл первый большой успех.
В 1903 году Дункан вместе с семьёй совершила артистическое паломничество в Грецию. Здесь Дункан инициировала строительство храма на холме Копанос для проведения танцевальных занятий (сейчас — Центр изучения танца имени Айседоры и Раймонда Дункан). Выступления Дункан в храме сопровождал хор из десяти отобранных ею мальчиков-певцов, с которыми с 1904 года она давала концерты в Вене, Мюнхене, Берлине. В 1904 году возглавила школу танца для девочек в пригороде Берлина Груневальде по адресу Trabener Straße 16, отмеченному ныне мемориальной доской в её честь.
В конце 1904 — начале 1905 годов дала несколько концертов в Санкт-Петербурге и Москве. В 1909 году открыла школу танца во Франции.
В январе 1913 года Дункан вновь выехала на гастроли в Россию. Здесь у неё нашлось немало поклонников и последователей, основавших собственные студии свободного, или пластического, танца. На волне увлечения «дунканизмом» в Санкт-Петербурге в 1914 году была организована студия музыкально-пластического движения «Гептахор», просуществовавшая до начала 1930-х годов.

В 1921 году нарком просвещения РСФСР Луначарский официально предложил Дункан открыть танцевальную школу в Москве, пообещав финансовую поддержку. Дункан питала большие надежды на жизнь и творчество в новой, свободной от предрассудков и отметающей всё старое стране большевиков: 
«Пока пароход уходил на север, я оглядывалась с презрением и жалостью на все старые установления и обычаи буржуазной Европы, которые я покидала. Отныне я буду лишь товарищем среди товарищей, я выработаю обширный план работы для этого поколения человечества. Прощай неравенство, несправедливость и животная грубость старого мира, сделавшего мою школу несбыточной!».
 Несмотря на правительственную поддержку, в послереволюционной России Дункан столкнулась с тяжёлыми бытовыми проблемами, такими как голод и отсутствие отопления. Большую часть денег для школы ей пришлось добывать самостоятельно. Самой танцовщице отвели для пребывания реквизированную квартиру балерины Александры Балашовой (особняк Ермолова), которая в это время была за границей и жила в бывшей квартире А. Дункан.

### Связь с Сергеем Есениным
В октябре 1921 года Дункан познакомилась с поэтом Сергеем Есениным. Несмотря на разницу в 18 лет, 2 мая 1922 года они оформили официальный брак, и Дункан приняла советское гражданство. При этом он не говорил по-английски, а она едва изъяснялась по-русски. Сразу после свадьбы Есенин сопровождал Айседору в турах по Европе и США.
Обычно, описывая этот союз, авторы отмечают его любовно-скандальную сторону, однако этих двух художников сближали и творческие отношения.
Тем не менее Есенин уехал в Москву в августе 1923 года, Дункан же покинула Россию навсегда в 1924-м. Их брак распался, не просуществовав и двух лет.

### Личная жизнь
В 1904 году Дункан познакомилась с театральным режиссёром-модернистом Эдвардом Гордоном Крэгом, стала его любовницей и родила от него дочь.
На концертах в Санкт-Петербурге (1905 год) и Москве познакомилась со Станиславским.
Дункан воспитывала как своих, так и удочерённых детей. Дочь Дердри (1906—1913) от режиссёра Гордона Крэга и сын Патрик (1910—1913) от бизнесмена Париса Зингера погибли вместе с сопровождавшей их гувернанткой в автомобиле, упавшем в реку Сена.
В 1914 году родила мальчика, но он скончался спустя несколько часов после рождения.
Дункан удочерила шесть своих учениц, среди которых была Ирма Доретта Генриетта Эрих-Гримм (Irma Doretta Henrietta Erih Grimm, 1897—1977). Девочки-«изадорабли» — Ирма Эрих-Гримм, Анна Денцлер, Мария-Тереза Крюгер, Элизабет Милкер, Марго Йель и Эрика Ломан стали продолжательницами традиций свободного танца и пропагандистками творчества Дункан. После отъезда Дункан из СССР в 1924 г. её приёмная дочь Ирма Эрих-Гримм Дункан руководила школой до 1928 года. Сама школа просуществовала до 1949 года.

### Смерть

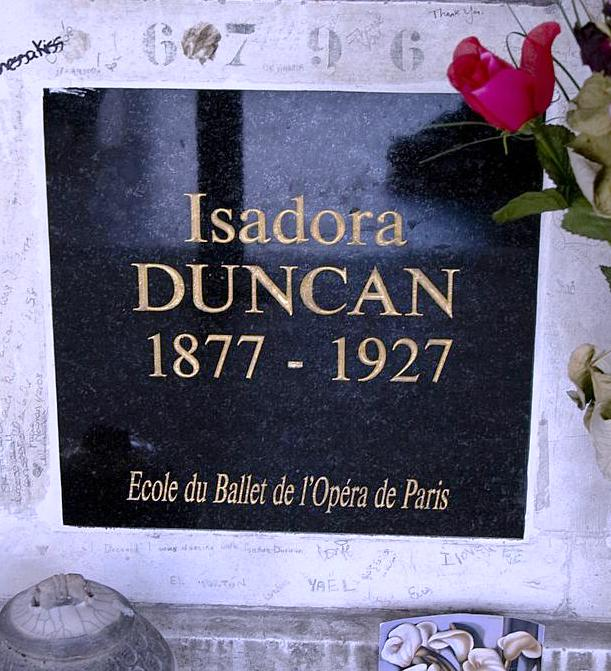
Надгробие

Дункан погибла в Ницце из-за попадания обмотанного вокруг шеи длинного шёлкового шарфа в спицы колеса автомобиля Amilcar CGSS («Амилькар гран спорт»), на котором она совершала прогулку. Шарф буквально выдернул её из автомобиля, сломал шею. Утверждалось, что её последними словами, сказанными перед тем, как сесть в автомобиль, было: «Прощайте, друзья! Я иду к славе» (фр. Adieu, mes amis. Je vais à la gloire!). Согласно другим источникам, она сказала: «Я иду к любви» (Je vais à l’amour) — подразумевая предстоящее свидание в отеле с водителем, Бенуа Фалькетто, а версию со славой выдумала из соображений этического характера её приятельница Мэри Дести, к которой были обращены эти слова.
Прах Айседоры Дункан покоится в колумбарии на кладбище Пер-Лашез.

## Творчество

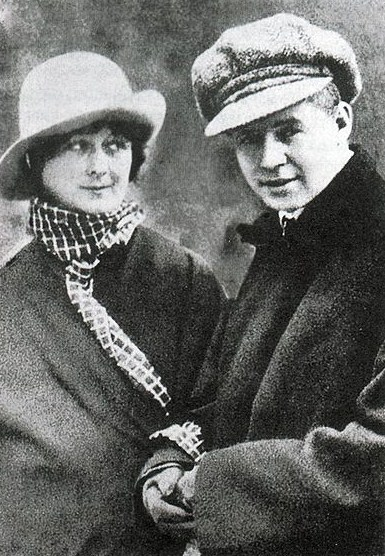
Айседора Дункан и Сергей Есенин

Айседора Дункан вдохновлялась античным искусством, идеями У. Уитмена, Р. Вагнера, Ф. Ницше. В своих композициях она импровизировала, используя музыку Л. ван Бетховена, Ф. Шопена, К. В. Глюка, П. И. Чайковского, Ф. Шуберта, а также мелодии революционных песен. Танцевала босиком в лёгких полупрозрачных хитонах. Движения её танца напоминали рисунки древних фресок и вазописи. Дункан пыталась вернуть танцу его изначальную естественность и красоту выражения. В основе её творческого метода лежал принцип самовыражения свободной личности.
Используя систему Ф. Дельсарта, создала собственный стиль с элементами хореографического импрессионизма. Благодаря ей свободный танец утвердился как особый вид искусства. Искусство Айседоры Дункан оказало большое влияние на развитие русского балета и помогло реформе академического танца.
Дункан была не просто артисткой и танцовщицей. Её стремления шли намного дальше простого совершенствования исполнительского мастерства. Она, как и её единомышленницы, мечтала о создании нового человека, для которого танец будет более чем естественным делом. Особое влияние на Дункан, как и на всё её поколение, оказал Ницше. В ответ на его философию Дункан написала книгу «Танец будущего». Как Заратустра у Ницше, люди, описанные в книге, видели себя пророками будущего.
Дункан писала, что новая женщина выйдет на новый интеллектуально-физический уровень: «Если моё искусство символично, то символ этот — только один: свобода женщины и эмансипация её от закосневших условностей, которые лежат в основе пуританства». Дункан подчёркивала, что танец должен быть естественным продолжением человеческого движения, он должен отражать эмоции и характер исполнителей, импульсом для появления танца должен стать язык души.
Я бежала из Европы от искусства, тесно связанного с коммерцией. Кокетливому, грациозному, но аффектированному жесту красивой женщины я предпочитаю движение существа горбатого, но одухотворённого внутренней идеей. Нет такой позы, такого движения или жеста, которые были бы прекрасны сами по себе. Всякое движение будет только тогда прекрасным, когда оно правдиво и искренне выражает чувства и мысли. Фраза «красота линий» сама по себе — абсурд. Линия только тогда красива, когда она направлена к прекрасной цели.
Дункан поставила перед собой задачу по созданию «танца будущего», который должен был стать результатом «всего того развития, которое человечество имеет за собой». Главным его источником послужила античность, по известному выражению В. Светлова, Дункан явилась «Шлиманом античной хореографии».

## Образ в искусстве

### В литературе
- «Собачье сердце» Михаила Булгакова.
- «Роман без вранья» Анатолия Мариенгофа.

### В театре
- «Айседора» — балет Мориса Бежара, поставленный для Майи Плисецкой (Опера Монте-Карло, 1976).
- «Пять вальсов Брамса в манере Дункан» — балет Фредерика Аштона (Королевский балет, 1976).
- «Айседора[англ.]» — балет Кеннета Макмиллана на музыку Ричарда Беннетта[англ.] (Королевский балет, 1981).

### В кино
- «Айседора Дункан, величайшая танцовщица в мире», режиссёр Кен Рассел, в главной роли Вивьен Пиклз (Великобритания, 1966).
- «Айседора». Режиссёр Карел Рейш, в главной роли Ванесса Редгрейв (Великобритания-Франция, 1968).
- «Есенин». Режиссёр Игорь Зайцев, в роли Айседоры Дункан Шон Янг (Россия, 2005).
- «Танцовщица». Режиссёр: Стефани Ди Джусто; в роли Лили-Роуз Депп (Франция-Бельгия-Чехия, 2016)
- «Декабрь». Режиссёр: Клим Шипенко (Россия, 2022).